# Болометър
Болометърът е устройство за измерване на мощността на електромагнитно лъчение чрез нагряването на материал с електрическо съпротивление, зависещо от температурата. Изобретен е през 1878 г. от американския астроном Самюъл Лангли.

## Принцип на действие
Болометърът е съставен от абсорбиращ елемент (например тънък метален слой), свързан с термален резервоар (тяло с постоянна температура) чрез термична връзка. Всяко лъчение, падащо върху абсорбиращия елемент, повишава температурата му над тази на резервоара – колкото по-голяма е абсорбираната мощност, толкова по-висока е температурата. Вътрешната времева константа, която задава скоростта на детектора, е равна на съотношението на топлинния капацитет на абсорбиращия елемент към топлопроводимостта между абсорбиращия елемент и резервоара. Промяната в температурата може да се измери директно чрез свързан резистивен термометър или самото съпротивление на абсорбиращия елемент може да се използва като термометър. Металните болометри обикновено работят без охлаждане. Те се произвеждат от тънки метални слоеве. В днешно време, повечето болометри използват полупроводници или свръхпроводници за абсорбиращи елементи. Тези устройства могат да работят при изключително ниски температури, което им позволява да имат много голяма чувствителност.
Болометрите са чувствителни към останалата енергия в абсорбатора. Поради тази причина, те могат да се използват не само за йонизиращи частици и фотони, а също и за нейонизиращи частици и всякакъв вид лъчение, дори и за търсене на неизвестни форми на маса и енергия (като тъмна материя). Това свойство може да е и недостатък. Най-чувствителните болометри изискват много време за да се завърнат към термално равновесие спрямо околната среда. От друга страна, в сравнение с конвенционалните детектори на частици, те са изключително полезни при енергийния анализ.
Първите болометри се състоят от две много тънки почернени с технически въглерод платинени решетки, представляващи две от рамената на Уитстънов мост. Енергията на електромагнитното лъчение, падащо върху една от решетките, повишава електрическото ѝ съпротивление и по този начин предизвиква отклонение на стрелката на галванометъра на моста.